# Panga (straalvinnige)
De Panga (Pterogymnus laniarius) is een straalvinnige vis uit de familie van zeebrasems en behoort derhalve tot de orde van baarsachtigen. De vis kan een lengte bereiken van 45 cm. Pterogymnus laniarius is een zoutwatervis. De vis prefereert een subtropisch klimaat en leeft hoofdzakelijk in de Atlantische Oceaan. De diepteverspreiding is 20 tot 150 m onder het wateroppervlak. 
Pterogymnus laniarius is voor de visserij van aanzienlijk commercieel belang. In de hengelsport wordt er weinig op de vis gejaagd. Deze vis is overigens niet de vis die in Nederland als panga wordt verkocht. Dat is de Pangasius pangasius, een reuzenmeerval die het meeste in de Mekong-delta van Vietnam wordt gekweekt.